# Rock the Night: The Very Best of Europe
Rock the Night: The Very Best of Europe kompilacija je hitova švedskog heavy metal sastava Europe.

## Popis pjesama

### CD 1
1. "Rock the Night" (Tempest) - 4.04
2. "Superstitious" (Tempest) - 4.34
3. "I'll Cry for You" [akust.] (Tempest, Graham) - 3.58
4. "Cherokee" (Tempest) - 4.10
5. "Stormwind" (Tempest) - 4.28
6. "Sweet Love Child" (Tempest, Marcello, Michaeli) - 4.56
7. "In the Future to Come" (Tempest) - 5.00
8. "Here Comes the Night" (Tempest) - 4.26
9. "Sign of the Times" (Tempest) - 4.15
10. "Dreamer" (Tempest) - 4.26
11. "Seventh Sign" (Tempest, Marcello, Michaeli) - 4.41
12. "Yesterday's News" (Tempest, Marcello, Levén, Haugland, Michaeli) - 5.26
13. "Got Your Mind in the Gutter" (Tempest, Hill, Marcello) - 4.59
14. "Ready or Not" (Tempest) - 4.05
15. "Aphasia" [instrumental] (Norum) - 2.30
16. "Time Has Come" [uživo] (Tempest) - 4.31

### CD 2
1. "The Final Countdown" (Tempest)
2. "Halfway to Heaven" (Tempest, Vallance)
3. "Open Your Heart" [original] (Tempest)
4. "Long Time Coming" (Tempest)
5. "Mr. Government Man" (Tempest, Hill)
6. "Carrie" (Tempest, Michaeli)
7. "Seven Doors Hotel" [B-side version] (Tempest)
8. "Girl from Lebanon" (Tempest)
9. "The King Will Return" (Tempest)
10. "More Than Meets the Eye" (Tempest, Marcello, Michaeli)
11. "Prisoners in Paradise" (Tempest)
12. "Wings of Tomorrow" (Tempest)
13. "On Broken Wings" (Tempest)
14. "Scream of Anger" (Tempest, Jacob)
15. "Heart of Stone" (Tempest)
16. "Let the Good Times Rock" [uživo] (Tempest)

## Izvođači
- Joey Tempest - vokal, akustična gitara, klavijature
- John Norum - električna gitara, prateći vokal
- Kee Marcello - gitara, prateći vokal
- John Levén - bas-gitara
- Mic Michaeli - klavijature, prateći vokal
- Tony Reno - bubnjevi
- Ian Haugland - bubnjevi, prateći vokal
- Nate Winger - prateći vokal
- Paul Winger - prateći vokal